# میلان (فیلم ۱۹۴۶)
«میلان» (انگلیسی: Milan (1946 film)) یک فیلم است که در سال ۱۹۴۶ منتشر شد.